# Batalha de Mondovi
A Batalha de Mondovì foi travada em 21 de abril de 1796 entre o exército francês de Napoleão Bonaparte e o exército do Reino da Sardenha-Piemonte liderado por Michelangelo Alessandro Colli-Marchi. A vitória francesa significou que os franceses haviam deixado os Alpes Lígures para trás e se aproximavam das planícies do Piemonte. Uma semana depois, o rei Vitório Amadeu III pediu paz, retirando seu reino da Primeira Coligação. A derrota de seu aliado sardo arruinou a estratégia dos Habsburgos austríacos e levou à perda do noroeste da Itália para a Primeira República Francesa.

## Campanha

### Operações
Essa foi a última batalha da Campanha de Montenotte, em que o Exército da Itália de Bonaparte avançou entre o exército austro-sardo de 21 000 homens de Colli e o exército austríaco de 28 000 homens de Johann Peter Beaulieu. Nas batalhas iniciais, Bonaparte infligiu pesadas perdas aos austríacos, forçando sua retirada para o nordeste. Em seguida, voltou sua ofensiva para oeste contra os piemonteses. Colli conduziu uma série de ações defensivas bem organizadas, incluindo a Batalha de Millesimo (13 de abril) e a Batalha de Ceva (16 de abril). Ainda assim, Bonaparte forçou os sardos a recuar em direção a Cuneo e às planícies do Piemonte. Em 18 de abril, Colli se retirou para uma posição defensiva atrás do rio Corsaglia.

### Forças envolvidas
Ver Ordem de batalha da campanha de Montenotte de 1796 para a lista de organizações e unidades francesas, austríacas e sardas envolvidas na campanha.

### Geografia
O rio Corsaglia corre em direção nordeste até desaguar no rio Tanaro perto da cidade de Lesegno. Em abril, os cursos d’água estavam cheios devido ao degelo e às chuvas, tornando-se, em geral, intransponíveis. Na margem oeste, colinas dominam as passagens do rio, incluindo Madonna della Cassette ao norte, La Bicocca no centro e Buon Gesù ao sul, próximo a San Michele Mondovì. O rio Ellero e a cidade de Mondovì ficam cinco quilômetros a oeste do Corsaglia.

### San Michele Mondovì

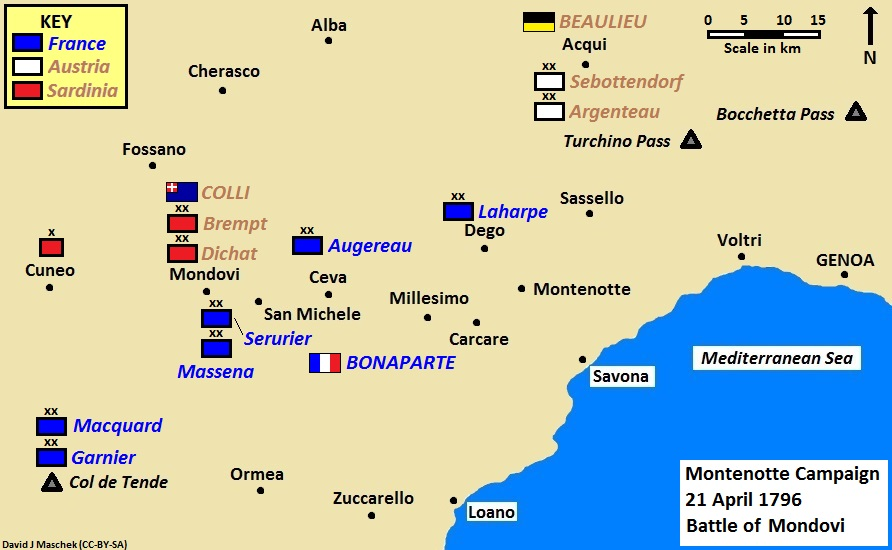
Campanha de Montenotte, 21 de abril de 1796

Colli designou o general Jean-Gaspard Dichat de Toisinge com 8 000 soldados e 15 canhões para manter a posição. Bonaparte planejou enviar a divisão do general Jean-Mathieu-Philibert Sérurier para um ataque frontal, enquanto a divisão de Pierre Augereau cruzaria o Tanaro pelo norte para envolver o inimigo. A divisão de André Masséna permanecia nas montanhas ao norte de Ceva, ameaçando cortar a retirada de Colli para Turim. Henri Christian Michel de Stengel marcharia com a cavalaria para apoiar Sérurier. A divisão de Amedee Emmanuel Francois Laharpe vigiava os austríacos em Acqui Terme.
As tropas de Augereau não conseguiram cruzar o rio devido à correnteza e a cinco canhões bem posicionados. Os piemonteses repeliram o ataque matinal de Sérurier na ponte de San Michele. Mais tarde, batedores da brigada do general de brigada Jean Joseph Guieu encontraram uma ponte de pedestres desguarnecida perto de Torre Mondovì. Guieu atravessou e atacou o flanco direito sardo. San Michele foi abandonada, permitindo que Pascal Antoine Fiorella cruzasse a ponte e ocupasse a cidade. Colli quase foi capturado; Dichat foi detido, mas subornou seu captor e escapou.
As tropas francesas, famintas e mal disciplinadas, saquearam a cidade. Uma companhia de granadeiros suíços a serviço da Sardenha reconquistou parte da cidade. Colli organizou um contra-ataque à tarde, expulsando Sérurier de San Michele, embora Guieu tenha mantido sua posição. Estima-se que os franceses sofreram 600 baixas e os piemonteses, 300.
No dia 20, Bonaparte trouxe a divisão de Masséna à frente. Beaulieu ainda hesitava em apoiar seu aliado. Na noite de 20 de abril, Colli recuou da posição no Corsaglia, planejando se defender atrás do rio Ellero em Mondovì. Destruíram pontes e mantiveram fogueiras acesas, enganando os franceses. À meia-noite, Bonaparte descobriu a retirada e iniciou a perseguição por um vau descoberto por batedores.

## Batalha
Na manhã seguinte, a vanguarda de Sérurier atacou a retaguarda sarda nas colinas de Buon Gesù, forçando-a a recuar até Vicoforte. Sérurier formou três colunas de conscritos, protegidas por soldados experientes, e liderou o ataque com apoio da divisão de Masséna.
A rapidez do ataque impediu Colli de organizar uma defesa eficaz. Algumas unidades sardas fugiram, abrindo brechas. Fiorella, Guieu e Dommartin convergiram sobre Vicoforte e a capturaram. A resistência em La Bicocca se manteve até a morte de Dichat, após o que também recuaram. Stengel liderou 200 dragões pela Ellero, mas foi repelido por 125 cavaleiros sardos liderados por Chaffardon. Stengel foi mortalmente ferido.
Em Mondovì, o governador tentou negociar, mas se rendeu após os franceses abrirem fogo às 18h. Bonaparte obrigou a cidade a fornecer alimentos às tropas, impedindo o saque.

## Resultados
Segundo Gunther E. Rothenberg, os franceses perderam 600 homens em um exército de 17 500. Os piemonteses perderam 8 canhões e 1 600 homens entre mortos, feridos e capturados de um total de 13 000. Digby Smith registra 15 000 franceses e 11 000 sardos, sem indicar perdas. Outra fonte estima 1 000 baixas francesas, contra 800 piemonteses mortos ou feridos e entre 800 a 1 500 capturados. Bonaparte ordenou uma perseguição vigorosa. Em 23 de abril, Colli pediu armistício, mas Bonaparte continuou o avanço. Exigiu a entrega das fortalezas de Cuneo, Ceva e Alessandria ou Tortona. Em 28 de abril, a Sardenha assinou o Armistício de Cherasco, encerrando sua participação na Primeira Coligação. A ação seguinte foi a Batalha de Fombio, em maio.